# Onze-Lieve-Vrouwkerk van Le Bourg-Dun

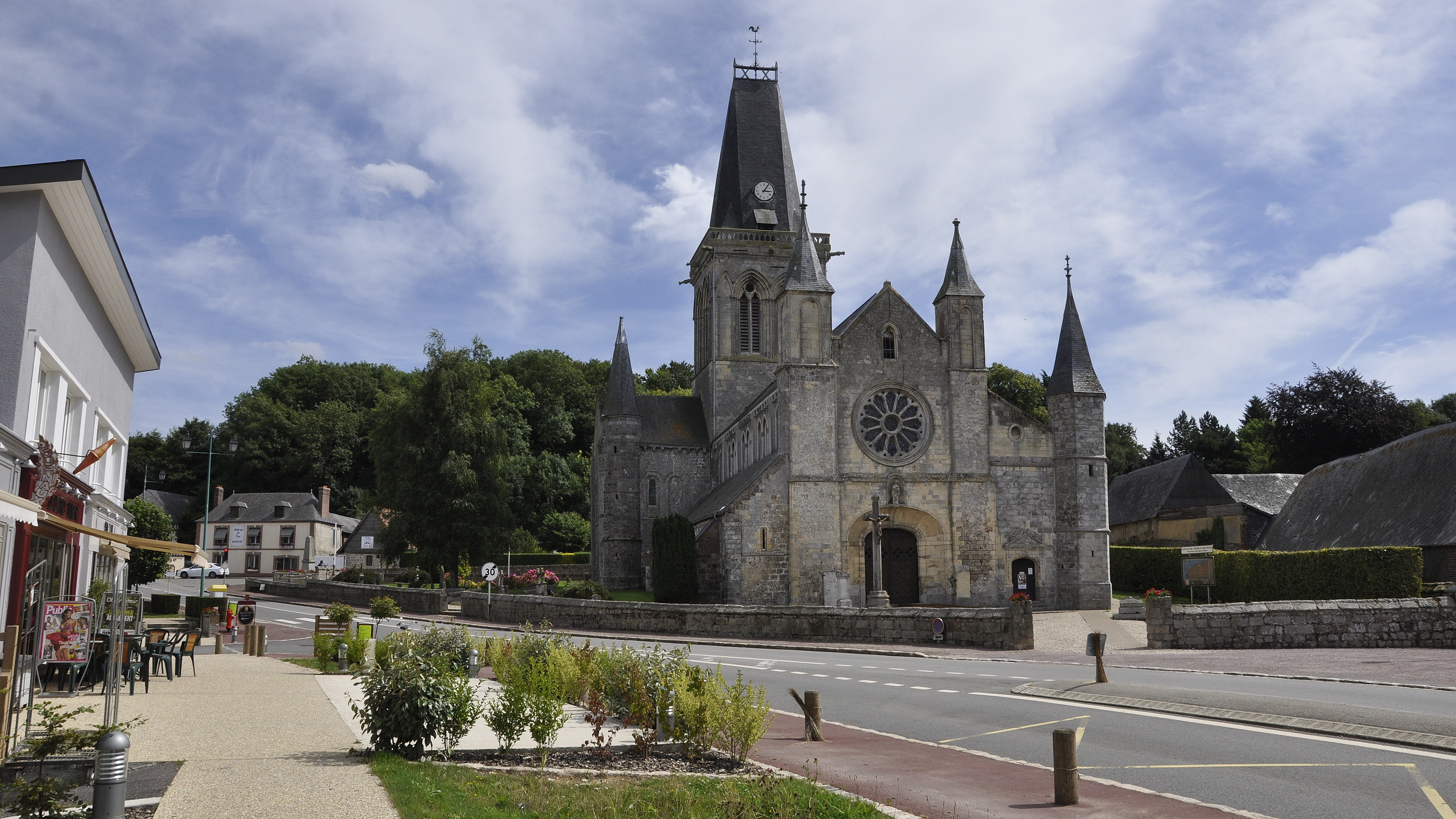
De Onze-Lieve-Vrouwkerk te Le Bourg-Dun

De Onze-Lieve-Vrouwkerk van Le Bourg-Dun (Frans: Notre-Dame du Bourg-Dun) is een kerk in de Franse gemeente Le Bourg-Dun. De oudste delen dateren uit de tweede helft van de 11e eeuw. Het werd gebouwd op de ruïnes van een abdij die door de Vikingen werd verwoest. Het is een van de grootste kerken uit de Pays de Caux.
Naast een vijftal torentjes heeft het een vierkante toren uit de 13e eeuw die aan de basis van haar spits een galerij heeft. In dezelfde tijd werd het koor vergroot. De spits dateert uit de eerste helft van de zeventiende eeuw en, zoals dikwijls het geval is in de streek van Dieppe, heeft het een dak 'en fer de hache' (hakbijl). Van het oorspronkelijk gebouw blijven nog de noorderzijbeuk, de noordkant van het schip en de eerste traveeën van het koor over.
Rond 1500 werd de kapel van het Heilig Graf aan het koor toegevoegd. De kapel heeft een renaissancegewelf met naar beneden hangende gewelfsleutels. De rechterarm van de dwarsbeuk heeft een flamboyant gewelf. Daar bevindt zich een funeraire nis met daarin een piëta. Een achthoekige doopvont uit de 16e eeuw waarvan de panelen beeldhouwwerk vertonen, staat in de linkerzijbeuk.
De doopvont is versierd met de zeven deugden:
- Prudentia (Voorzichtigheid - verstandigheid - wijsheid),
- Iustitia (rechtvaardigheid - rechtschapenheid),
- Temperantia (gematigdheid - matigheid - zelfbeheersing)
- Fortitudo (moed - sterkte - vasthoudendheid - standvastigheid)
- Fides (geloof), in Latijnse teksten vaak omschreven als pietas (vroomheid)
- Spes (Hoop)
- Caritas (Naastenliefde/Liefde)

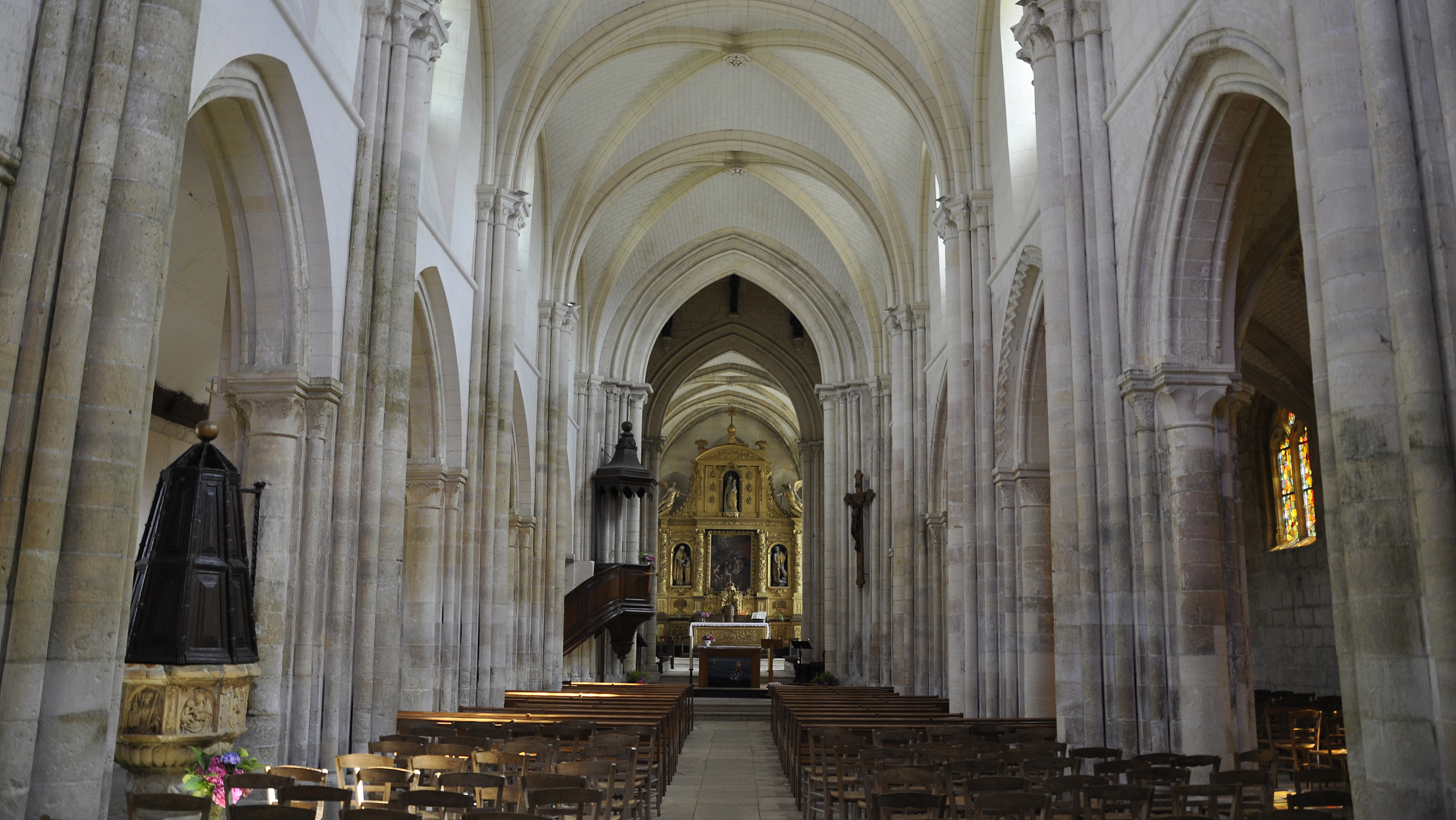
Het schip van de kerk
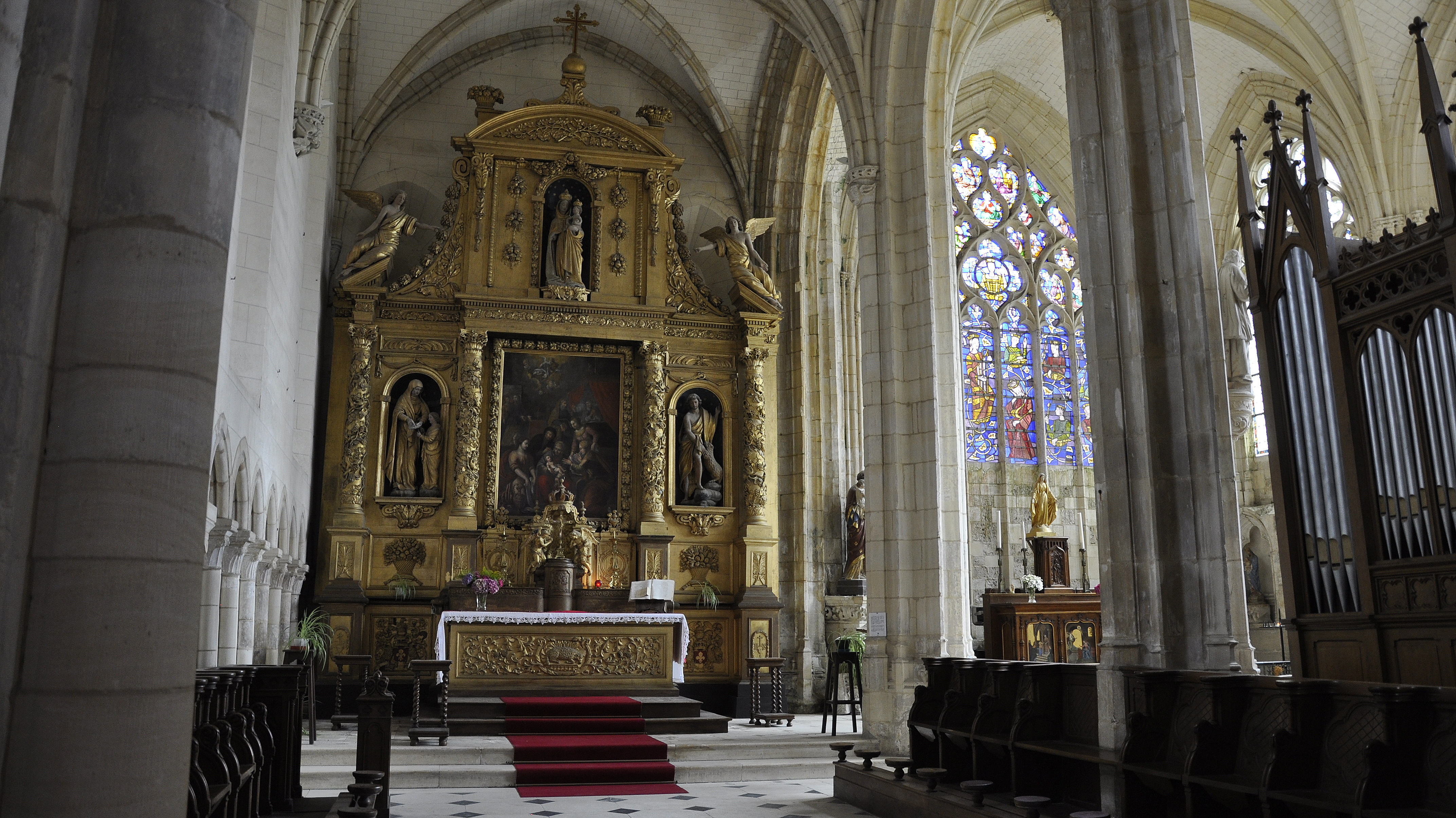
Het koor en altaar van de kerk
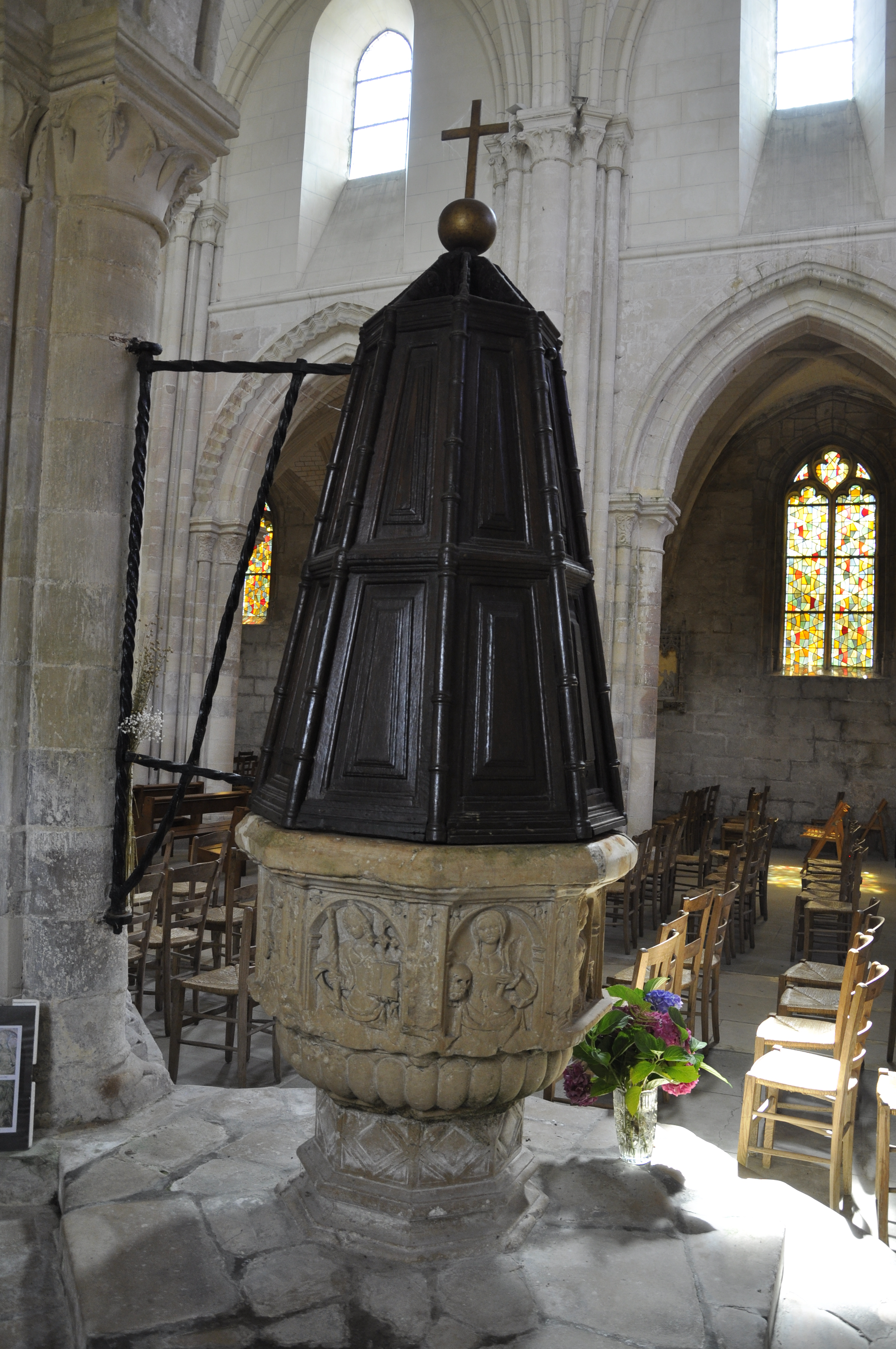
De doopvont uit de 16e eeuw